# ان‌جی‌سی ۵۸۳۷
ان‌جی‌سی ۵۸۳۷ (انگلیسی: NGC 5837) نام یک کهکشان مارپیچی میله‌ای در صورت فلکی گاوران است.